# Itaitinga
Itaitinga, amtlich portugiesisch Município de Itaitinga, ist eine kleine brasilianische Gemeinde im Bundesstaat Ceará. Die Bevölkerung wurde zum 1. Juli 2021 auf 38.661 Einwohner geschätzt, die Itaitinguenser genannt werden und auf einer Gemeindefläche von rund 153,7 km² leben. Sie ist Teil der Metropolregion Fortaleza und nimmt bei der Bevölkerungszahl den 50. Rang der 184 Munizipien des Bundesstaates, bei der Gemeindefläche den 165. Rang ein. Die Entfernung zur Hauptstadt Fortaleza beträgt 32 km.

## Toponymie
Der Name stammt aus den Tupí-Sprachen und bedeutet etwa Bach der weißen Steine.

## Geographie
Umliegende Gemeinden sind im Norden Fortaleza und Eusébio, im Osten Aquiraz, im Süden Horizonte und Guaiúba sowie im Westen Pacatuba. Durch die Gemeinde führt die Bundesstraße BR-116.
Das Biom ist brasilianische Caatinga.
Zum urbanen Stadtgebiet, das selbst nur wenige Quadratkilometer umfasst, gehört der Serrote da Itaitinga, ein Berg von 200 m Höhe, der der Gemeinde ein Einkommen durch Steinbrüche verschafft. Sie sind im Stadtwappen zu sehen und prägen das Landschafts- und Ortsbild.

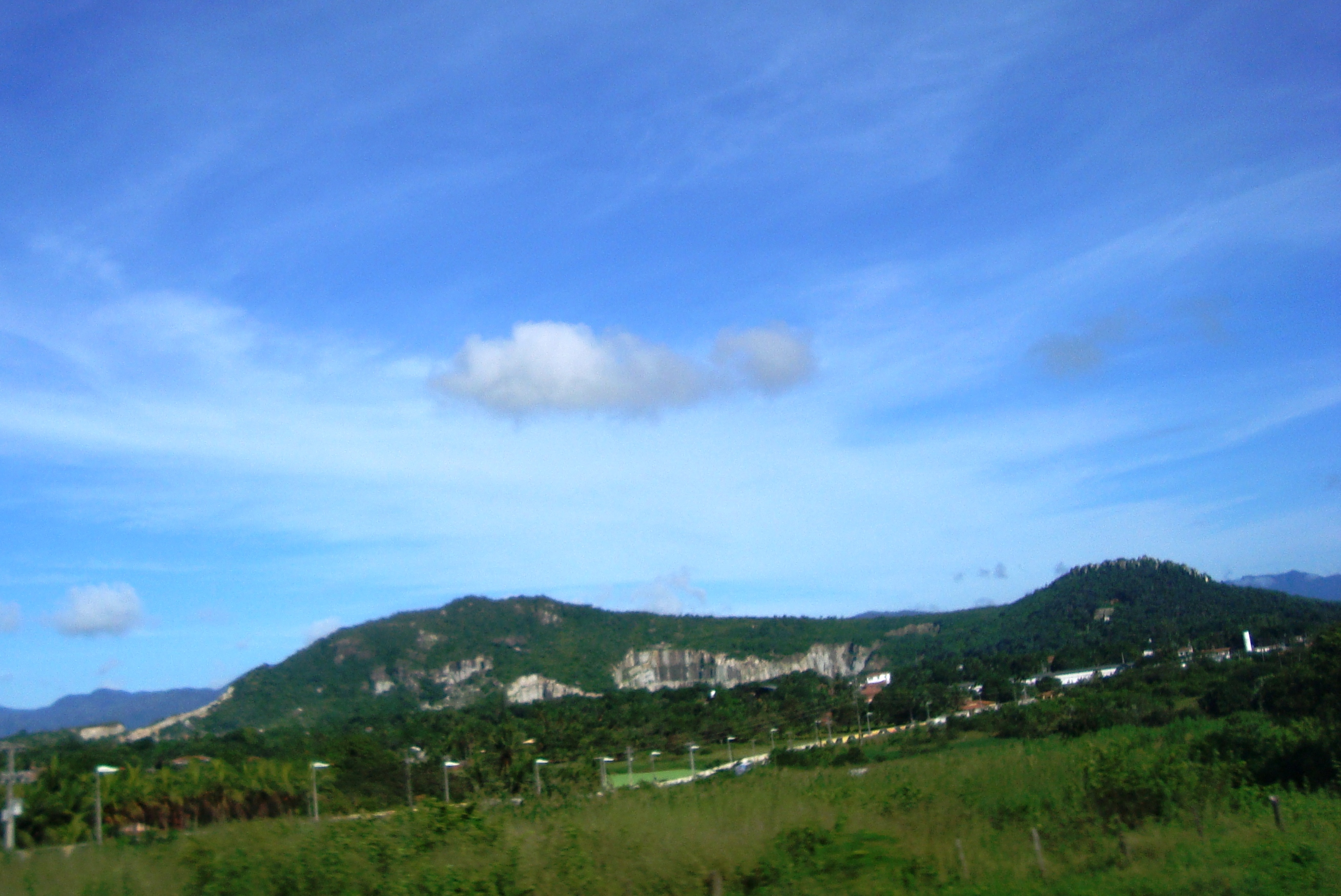
Stadtberg mit erkennbaren Spuren von Steinbrüchen

Geologisch gehört das Gemeindegebiet von Itaitinga zur Borborema-Provinz.

## Bevölkerung

### Ethnische Zusammensetzung
Ethnische Gruppen nach der statistischen Einteilung des IBGE (Stand 2000 mit 29.217 Einwohnern, Stand 2010 mit 35.817 Einwohnern): Von diesen lebten 2010 35.565 Einwohner im städtischen Bereich und 252 im ländlichen Raum der Caatinga.

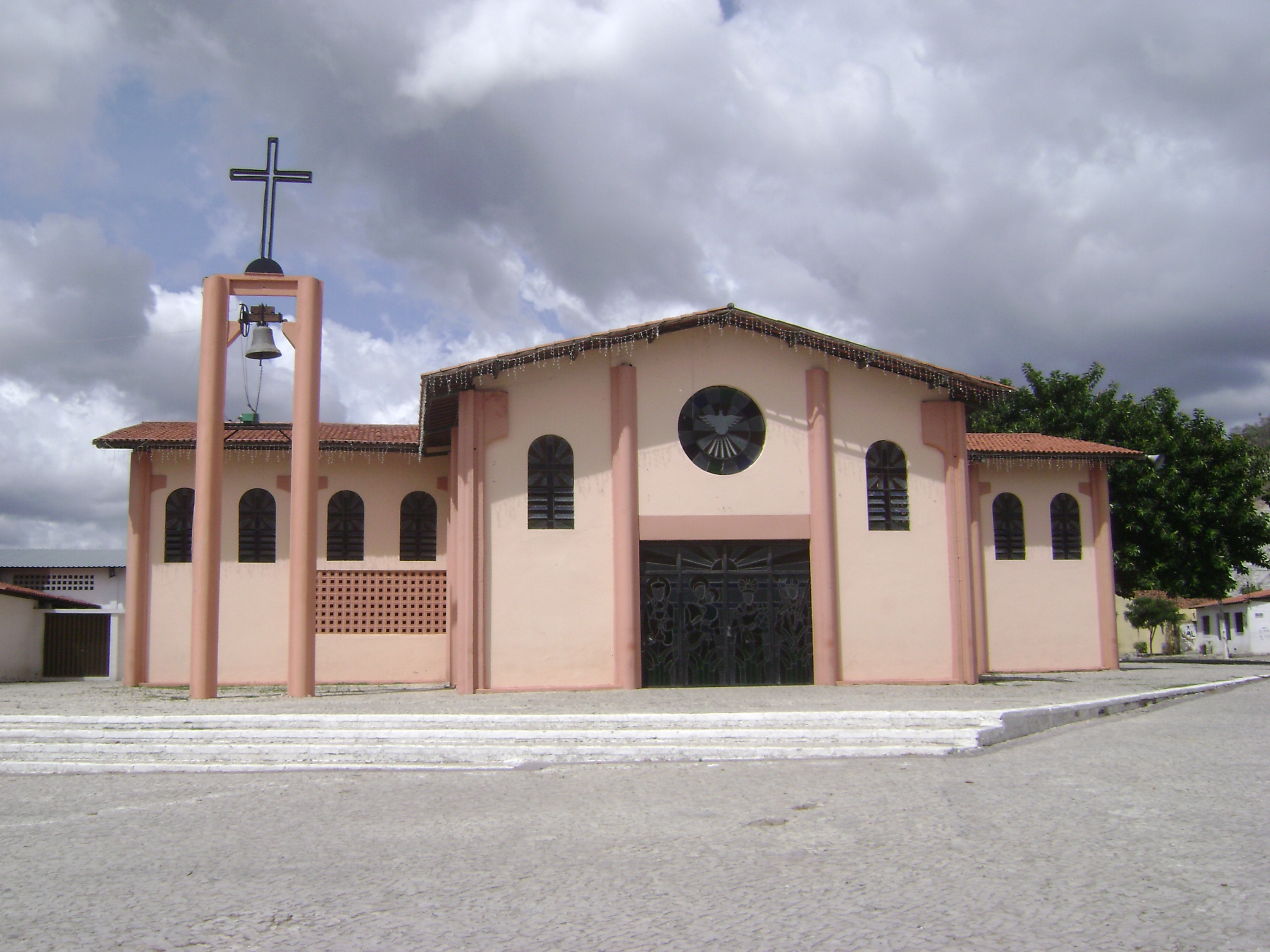
Hauptkirche Santo Anônio in Itaitinga

| Gruppe      | Anteil 2000 | Anteil 2010 | Anmerkung                        |
| ----------- | ----------- | ----------- | -------------------------------- |
| Brancos     | 9.747       | ▼ 8.328     | Weiße, Nachfahren von Europäern  |
| Pardos      | 18.218      | ▲ 25.101    | Mischrassige, Mulatten, Mestizen |
| Pretos      | 755         | ▲ 2.158     | Schwarze                         |
| Amarelos    | 262         | ▼ 230       | Asiaten                          |
| Indígenas   | 103         | ▼ –         | indigene Bevölkerung             |
| ohne Angabe | 133         | –           |                                  |

## Söhne und Töchter der Gemeinde
- Cleilton Itaitinga (* 1998), Fußballspieler